# バダホス峡谷
バダホス峡谷（バダホスきょうこく、スペイン語: Barranco de Badajoz）は、大西洋に浮かぶカナリア諸島のテネリフェ島東部にある峡谷。行政的にはスペイン・カナリア諸島州サンタ・クルス・デ・テネリフェ県グイマルに含まれる。

## 概要
バダホス峡谷からは先史時代の遺跡が発見されており、グアンチェ族の活動が証明されている。グアンチェ族のミイラも発見されている。多くの人々は渓谷で異常な現象を体験したと主張している。証言には、天使の存在、光の目撃、様々な未確認飛行物体の外観、ウィルオウィスプ、さらには黒魔術の儀式の痕跡が含まれている。
最近、バダホス峡谷に関する小説や研究した本が発行されている。